# Janez Janša
Janez Janša (født 17. september 1958 i Ljubljana) er en slovensk politiker, der siden 1993 har været formand for Sloveniens Demokratiske Parti. Fra 9. november 2004 til 21. november 2008, fra 10. februar 2012 til 20. marts 2013 og igen fra 13. marts 2020 til 25. maj 2022 har han været Sloveniens premierminister.

## Biografi
Janša blev uddannet i forsvarsstudier fra Ljubljanas Universitet i 1982. Han blev derefter trainee i Den Socialistiske Republik Sloveniens forsvarsministerium. 
I sine unge år var han aktiv i den kommunistiske ungdomsorganisation ZSMS. Han skrev flere kritiske artikler, der blev trykt i organisationens medlemsblad Mladina, hvilket førte til den såkaldte Ljubljana-proces, hvor Janša, officeren Borštner og journalisterne Tasic og Zavrl blev anklaget. 
Han deltog i 1989 i dannelsen af det første reelle oppositionsparti i Slovenien, kaldet Den slovenske demokratiske union, som han blev næstformand for. Som følge af valgalliancen DEMOS' sejr ved det første frie valg i 1990, blev han landets første demokratisk valgte forsvarsminister. Koalitionsregeringen blev opløst i 1992, hvorefter han fortsatte som minister og sluttede sig til det socialdemokratiske parti. Han måtte gå af som minister i 1994 som følge af Depala vas-affæren. I 1993 blev han partiformand for partiet, der i 2003 skiftede navn til det Slovenske Demokratiske Parti og efterhånden fik en mere liberal-konservativ profil, ligesom partiet blev mere pro-vestligt.